# بيقية برانسية
البيقية البرانسية نوع نباتي يتبع جنس البيقية من الفصيلة البقولية. اسمه العلمي (باللاتينية: Vicia pyrenaica).
موطنها جبال البرانس بين فرنسا وإسبانيا.

## الوصف النباتي
النبات عشبي معمر يتحمل البرودة. الورقة ريشية مركبة تنتهي بمحلاق. الأزهار حمراء داكنة. الثمرة قرن.